# Josaia Raisuqe
Josaia Raisuqe (Naitasiri, Fiyi; 22 de julio de 1994 - Saïx, Francia; 8 de mayo de 2025) fue un jugador de rugby fiyiano que jugó en la posición de wing.

## Carrera

### Club
| Periodo   | Club              | Partidos | Puntos |
| --------- | ----------------- | -------- | ------ |
| 2015-17   | Stade Français    | 15       | 17     |
| 2017-21   | USO Nevers        | 60       | 140    |
| 2021-2025 | Castres Olympique | 66       | 75     |

### Selección nacional
Fue parte de la selección de Fiyi que ganó la medalla de plata en los Juegos Olímpicos de París 2024.

## Controversia
El 22 de julio de 2017 decidió celebrar su cumpleaños en un club con su compañero de equipo Waisea Nayacalevu. Ambos salieron del club borrachos cuando conocieron a una mujer, y Raisuqe abusó de la mujer. Sus amigos intentaron ayudar a Raisuqe y Nayacalevu para que no fueran golpeados, pero fueron detenidos por la policía a las 3am y encerrados en la cárcel.
El 18 de agosto de ese año Stade Francais despidió a Raisuqe por "conducta indecente" mientras que Nayacalevu solo recibió una advertencia.

## Muerte
Josaia Raisuqe murió el 8 de mayo de 2025 a los 30 años en un accidente de tráfico en Saïx cuando se dirigía a un entrenamiento con su equipo Castres Olympique.

## Logros
- Mayor anotador de la Rugby Pro D2 2018–19 (15 tries)